# هیده‌یوشی کاگاوا
هیده‌یوشی کاگاوا (انگلیسی: Hideyoshi Kagawa) کاراته کا ژاپنی است. وی در بازی‌های آسیایی ۲۰۱۴ در اینچئون، کره جنوبی مدال نقره را در کومیته ۸۴+ کیلوگرم مردان از آن خود کرد. در بازی نهایی، او در برابر راشد المتیری از کویت شکست خورد.
وی در بازیهای جهانی ۲۰۱۷ که در وروتسواو، لهستان برگزار شد، در کومیته ۸۴+ کیلوگرم مردان به مدال طلا رسید. وی در بازی نهایی سجاد گنج‌زاده از ایران را شکست داد.
در مسابقات کاراته قهرمانی آسیا ۲۰۱۹ که در تاشکند ازبکستان برگزار شد، در کومیته ۸۴+ کیلوگرم مردان به مدال نقره دست یافت. او در بازی نهایی مقابل طارق حامدی از عربستان شکست خورد.

## دستاوردها
| سال  | رقابت                | محل                | رتبه بندی | رویداد             |
| ---- | -------------------- | ------------------ | --------- | ------------------ |
| ۲۰۱۴ | بازی‌های آسیایی       | اینچئون، کره جنوبی | دوم       | کومیته ۸۴+ کیلوگرم |
| ۲۰۱۴ | قهرمانی جهان         | برمن، آلمان        | سوم       | کومیته تیمی        |
| ۲۰۱۶ | قهرمانی جهان         | لینتس، اتریش       | دوم       | کومیته تیمی        |
| ۲۰۱۷ | بازی‌های جهانی        | وروتسواو، لهستان   | یکم       | کومیته ۸۴+ کیلوگرم |
| ۲۰۱۸ | قهرمانی جهان         | مادرید، اسپانیا    | سوم       | کومیته تیمی        |
| ۲۰۱۹ | مسابقات قهرمانی آسیا | تاشکند، ازبکستان   | دوم       | کومیته ۸۴+ کیلوگرم |